# Heilquellenschutzgebiet Stuttgart

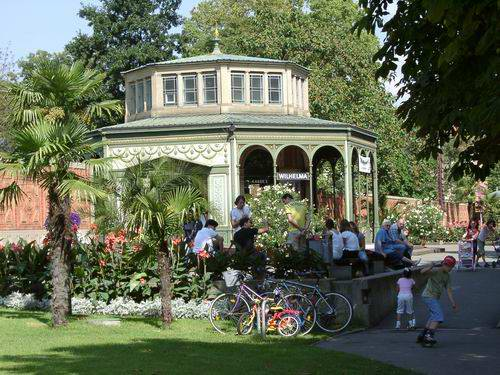
Wilhelma

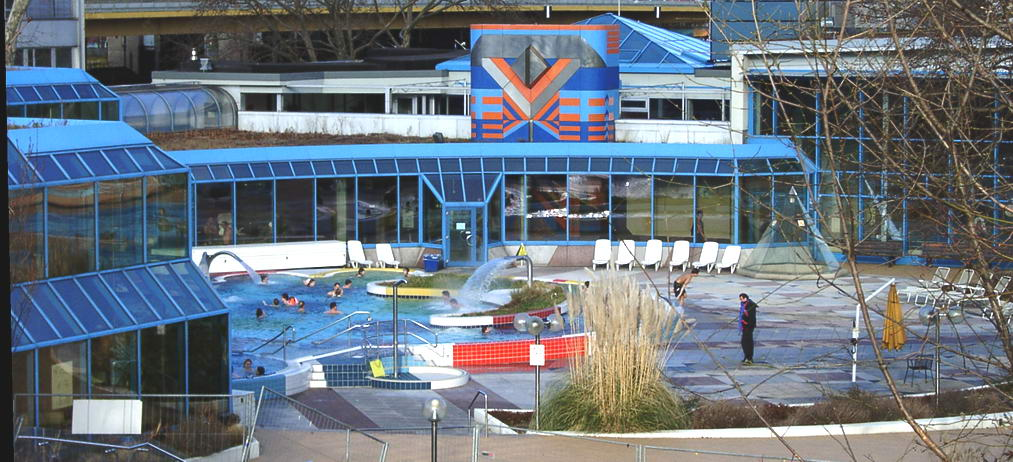
Mineralbad Leuze

Das Heilquellenschutzgebiet Stuttgart umfasst die staatlich anerkannten Heilquellen in den Stuttgarter Stadtteilen Bad Cannstatt und Berg. Sie machen Stuttgart zu einer Kur- und Badestadt.
Das Grundwasser strömt von Westen nach Osten zum Heilquellenschutzgebiet hin. Dieses ist ein durch die Verordnung des Regierungspräsidiums Stuttgart vom 11. Juni 2002 festgelegtes Wasserschutzgebiet für folgende Heilquellen:
- Gottlieb-Daimler-Quelle
- Wilhelmsbrunnen I
- Wilhelmsbrunnen II
- Südquelle (Berg)
- Berger Urquell
- Nordquelle (Berg)
- Westquelle (Berg)
- Ostquelle (Berg)
- Mittelquelle (Berg)
- Leuzequelle
- Inselquelle
- Veielquelle

Das Heilquellenschutzgebiet differenziert zum Schutz der Fassungszonen der genannten Quellen eine Fläche von 30.062 Hektar in eine Außenzone, die Innenzone und die Kernzone. In dieser Kernzone mit den einzelnen Quellfassungen sind verboten
- flächenhafte Eingriffe, die unter die Basis der quartären Ablagerungen im Nesenbach- und Neckartal hinunterreichen.
- das Entnehmen, Zutagefördern, Zutageleiten und Ableiten von Grundwasser.
- das Freilegen von Grundwasser in einer Fläche von > 500 m².

Die Außenzone erstreckt sich über die Gemarkungen
- Landeshauptstadt Stuttgart
- Landkreis Böblingen
  - Stadt Böblingen
  - Gemeinde Ehningen
  - Gemeinde Grafenau
  - Stadt Leonberg
  - Gemeinde Magstadt
  - Stadt Renningen
  - Stadt Rutesheim
  - Stadt Sindelfingen
  - Stadt Weil der Stadt
- Landkreis Esslingen
  - Stadt Esslingen am Neckar
- Landkreis Ludwigsburg
  - Stadt Gerlingen
- Rems-Murr-Kreis
  - Stadt Fellbach

## Heilquellenschutz
Die Verordnung zum Heilquellenschutz soll den einmaligen Naturschatz Mineralwasser dauerhaft schützen. Um das Projekt Stuttgart 21 verwirklichen zu können, wurden von der städtischen Wasserbehörde allein im Zustromgebiet zu den Mineralquellen im Mittleren Schlossgarten vierzehn Ausnahmegenehmigungen von der Heilquellenschutzverordnung bewilligt. Diese Befreiungen von den Vorschriften der „Verordnung zum Schutz der staatlich anerkannten Heilquellen“ sind nach § 8 Absatz 3 der Verordnung zum „Wohle der Allgemeinheit“ möglich.